# HMS Chiddingfold (L31)
Pour les autres navires du même nom, voir HMS Chiddingfold.
Le HMS Chiddingfold (pennant number L31) est un destroyer d'escorte de classe Hunt de type II construit pour la Royal Navy pendant la Seconde Guerre mondiale

## Construction
Le Chiddingfold est commandé le 4 septembre 1939 dans le cadre du programme d'urgence de la guerre de 1939 pour le chantier naval de Scotts Shipbuilding and Engineering Company de Greenock en Ecosse sous le numéro J1115. La pose de la quille est effectuée le 1er mars 1940, le Chiddingfold est lancé le 10 mars 1941 et mis en service le 16 octobre 1941.
Il est parrainé par la communauté civile de Farnham dans le Surrey pendant la campagne nationale du Warship Week (semaine des navires de guerre) en mars 1942.
Les navires de classe Hunt sont censés répondre au besoin de la Royal Navy d'avoir un grand nombre de petits navires de type destroyer capables à la fois d'escorter des convois et d'opérer avec la flotte. Les Huntde type II se distinguent des navires précédents type I par une largeur (Maître-bau) accru afin d'améliorer la stabilité et de transporter l'armement initialement prévu pour ces navires.
Le Hunt type II mesure 80,54 m de longueur entre perpendiculaires et 85,34 m de longueur hors-tout. Le Maître-bau du navire mesure 9,60 m et le tirant d'eau est de 3,51 m. Le déplacement est de 1070 t standard et de 1510 t à pleine charge.
Deux chaudières Admiralty produisant de la vapeur à 2100 kPa et à 327 °C alimentent des turbines à vapeur à engrenages simples Parsons qui entraînent deux arbres d'hélices, générant 19 000 chevaux (14 000 kW) à 380 tr/min. Cela donné une vitesse de 27 nœuds (50 km/h) au navire. 281 t de carburant sont transportés, ce qui donne un rayon d'action nominale de 2 560 milles marins (4 740 km) (bien qu'en service, son rayon d'action tombe à 1 550 milles marins (2 870 km)).
L'armement principal du navire est de six canons de 4 pouces QF Mk XVI (102 mm) à double usage (anti-navire et anti-aérien) sur trois supports doubles, avec un support avant et deux arrière. Un armement antiaérien rapproché supplémentaire est fourni par une monture avec des canons quadruple de 2 livres "pom-pom" MK.VII et deux  canons Oerlikon de 20 mm Mk. III montés dans les ailes du pont. Les montures jumelles motorisées d'Oerlikon sont remplacées par des Oerlikons simples au cours de la guerre. Jusqu'à 110 charges de profondeur pouvaient être transportées,. Le navire avait un effectif de 168 officiers et hommes,.

## Histoire

### Seconde guerre mondiale

#### 1941
Après avoir terminé sa mise en service, le Chiddingfold se rend à Scapa Flow en novembre 1941 et est affecté à l'Opération Archery, le raid sur Lofoten, en Norvège. Il est en préparation avec le croiseur léger Kenya (14) et les destroyers Onslow (G17), Offa (G29) et Oribi (G66) à partir du 22 décembre, et escorte le Prince Charles (1941) et le HMS Prince Leopold de Sullom Voe dans les Shetland le 26 décembre. Le lendemain, il participe directement au débarquement de Lofoten, où il mène les navires de débarquement dans la mer, puis se retire en toute sécurité vers Scapa Flow, bien qu'il soit soumis à deux frappes d'avions ennemis,,.

#### 1942
Le 9 janvier 1942, le Chiddingfold est affecté avec le destroyer Calpe (L71) pour renforcer la défense de la 1ere escadre de mouilleurs de mines pour une campagne de pose de mines marine dans la section Nord de l'East Coast Barrier. À partir de ce moment-là, jusqu'à la fin de l'année, il effectue des opérations de convoi dans les approches occidentales pour les convois entre la Clyde et l'Islande et le long de la côte est. Il organise avec les destroyers Blankney (L30) et Ledbury (L90) le 15 décembre l'escorte du convoi JW51A pendant la première étape du voyage à Kola Bay en Russie, se détachant du convoi JW51A le 18 décembre , puis le 22 décembre à nouveau avec Blankney et Ledbury pour l'escorte du convoi JW51B au nord de l'URSS, et se séparant du convoi JW51B le 25 décembre.

#### 1943
Le Chiddingfold continue ses fonctions de convoi sous les commandements des Orcades et des Shetland jusqu'au 6 juin 1943, date à laquelle elle se rend à Middlesbrough pour être réaménagée dans un chantier naval civil à partir du 16 juin. Il est équipé du radar de contrôle de tirs de type 285 de type air-défense et du radar d'avertissement aérien de type 291. Après des réparations de shakedown le 21 août,il est affecté à la 59e Division des destroyers pour des opérations en Méditerranée, arrivant à Malte et rejoignant les destroyers Bicester (L34), Oakley (L98) et Zetland (L59) dans des missions de patrouille et d'escorte de convoi à Malte. Le 10 octobre, il est actif en Méditerranée centrale, escortant des convois des ports nord-africains vers l'Italie, ainsi que des patrouilles de la côte croate attaquant les torpilleurs allemands schnellboote jusqu'en juin 1944.

#### 1944
Le Chiddingfold est transféré à la 22e Flottille de destroyers, basée à Malte en juin 1944, et rejoint ses sisters ships Exmoor (L08), Catterick (L81), Ledbury (L90), Liddesdale (L100), Tetcott (L99) et Wheatland (L122) pour d'autres patrouilles de convoi et de soutien pour les opérations en Italie.

#### 1945
Le 1er mars 1945, le Chiddingfold se joint à d'autres navires bombardant des cibles côtières à Gênes, en Italie, pour soutenir l'assaut. Il est affecté aux eaux intérieures le 3 mars, rejoignant la 16e Flottille de Destroyers basée à Harwich, pour servir d'escorte de convoi dans l'estuaire de l'Escaut, pour intercepter les mouillages de mines par des sous-marins ou des Schellboote ennemis, ainsi que les patrouilles anti-sous-marines dans le secteur de commandement de Nore,,,,.
Après la fin du conflit en Europe, le Chiddingfold est proposé de se tourner vers les opérations en Extrême-Orient, et retourne vers un chantier naval commercial sur la Tamise pour le remise en état, qui commence le 29 avril. Les travaux sont achevés le 2 juillet, le Chiddingfold se déplace vers la Méditerranée pour s'entraîner, sous le commandement du nouveau capitaine, le lieutenant-commandant F. G. Woods. Le navire passe le canal de Suez, la mer Rouge et l'océan Indien pour rejoindre la 18e Flottille de Destroyersde la East Indies Fleet, mais ne rejoint la flotte à Ceylan que quelques jours avant la reddition du Japon le 15 août.

### Après-guerre
Le Chiddingfold et la 18e Flottille de Destroyers sont envoyés à Singapour comme soutenir la réoccupation et suivre la reddition de la Marine impériale japonaise. Puis, après avoir terminé, il fait son retour à Trincomalee sur l'ile de Ceylan, avant d'être mis dans la réserve.
Le Chiddingfold fait son départ de Trincomalee en Octobre pour retourner en Grande-Bretagne, et arrive à Portsmouth le 16 novembre; Le navire est mis hors service le 25 mars 1946. Il est transféré à la Reserve Fleet (Flotte de réserve) à Harwich en 1950 et y reste jusqu'en 1952, date ou les négociations pour transférer le navire en Inde commence.

#### INS Ganga (D94)
L'accord de transfert du Chiddingfold pour le location à la marine indienne est annoncé le 17 Juin 1952. Le navire est rééquipé par le chantier naval de Messrs Crichton à Liverpool, qui est achevé le 6 janvier 1953. Il est renommé INS Ganga (D94) le 27 novembre 1952, qui est nommé d'après le Gange en Inde, et officiellement mis en service dans la marine indienne le 18 Juin 1953.
Le navire est transféré en Inde avec deux autres destroyers de classe Hunt, le Lamerton (L88) et le HMS Bedale, qui ont été rebaptisé respectivement INS Gomati (D93) et INS Godaveri (D92), formant le 22e Escadron de destroyers de l'Inde.
Le contrat de location est renouvelé le 8 janvier 1956, et le navire est finalement vendu à l'Inde le 4 octobre 1958. Il sert comme navire d'entraînement jusqu'en 1975, quand il est mis au rebut et vendu pour la ferraille.

### Honneurs de bataille
- NORWAY 1941
- ENGLISH CHANNEL 1945

### Commandements
- Lieutenant (Lt.) Lionel William Lendon Argles (RN) du 12 août 1941 à avril 1943
- Lieutenant (Lt.) Thomas Mervyn Dorrien-Smith (RN) de avril 1943 au 31 août 1943
- Lieutenant (Lt.) LFrederick Greville Woods (RN) du 31 août 1943 à fin 1945